# Ayako Kitamoto
Ayako Kitamoto (japanisch 北本 綾子, Kitamoto Ayako; * 22. Juni 1983 in Sapporo) ist eine ehemalige japanische Fußballspielerin.

## Karriere

### Verein
Kitamoto spielte in der Jugend für die Tokyo Women’s College of Physical Education. Sie begann ihre Karriere bei Urawa Reds Ladies, wo sie von 2004 bis 2010 spielte. Sie trug 2004 und 2009 zum Gewinn der Nihon Joshi Soccer League bei. Danach spielte er bei Orca Kamogawa FC.

### Nationalmannschaft
Mit der japanischen Nationalmannschaft qualifizierte sie sich für die U-19-Weltmeisterschaft der Frauen 2002.
Im Jahr 2004 debütierte Kitamoto für die japanischen Nationalmannschaft. Insgesamt bestritt sie 17 Länderspiele für Japan.

## Errungene Titel

### Mit Vereinen
- Nihon Joshi Soccer League: 2004, 2009

### Persönliche Auszeichnungen
- Nihon Joshi Soccer League Best XI: 2009